# Granulált kohósalak
A granulált kohósalak a nyersvasgyártás következtében keletkezik, mint egyfajta ipari melléktermék. A kohósalak kémiailag a leghomogénebb a vaskohászati salak. Magyarországon jelenleg a legnagyobb mennyiséget a dunaújvárosi Dunai Vasmű keletkezteti.

## Tulajdonságai
- amorf
- kemény
- világos színű
- üvegszerű termék
- térfogatsúlya: 1,1 t/m³
- jó vízfelvevő képességű
- nem kristályosodik (ha gyors hűtéssel kezelik)
- hidraulikus kötőanyag tulajdonsággal rendelkezik

## Előnyei
- megújuló másodlagos nyersanyag

Megújuló nyersanyagoknak nevezzük azokat a nyersanyagokat, amelyekből az adott véges területen is akár végtelen mennyiséget lehet előállítani.

## Felhasználás formái
- cementgyártás
- betongyártás
- betonelem gyártás
- szigetelőanyag
- töltőanyag
- hőszigetelőanyag-gyártás
- járólap gyártás
- térkő gyártás

## Előállítása
A nyersvasgyártás csapolási folyamának végén eltávolítják a felszínen úszó folyékony kohósalakot. A salak hűtési sebessége valamint módja határozza meg a salak fizikai jellemzőit. A hűtési folyamata során gyors, intenzív vízhűtést alkalmaznak. Ez a folyamat a granulálás, ami szemcséssé alakítja a salakot.